# Cailloux-sur-Fontaines
Cailloux-sur-Fontaines is een gemeente in de Franse Métropole de Lyon (regio Auvergne-Rhône-Alpes). De plaats maakt deel uit van het arrondissement Lyon. Cailloux-sur-Fontaines telde op 1 januari 2022 2.951 inwoners.

## Geografie
De oppervlakte van Cailloux-sur-Fontaines bedroeg op 1 januari 2022 8,69 vierkante kilometer; de bevolkingsdichtheid was toen 339,6 inwoners per km².

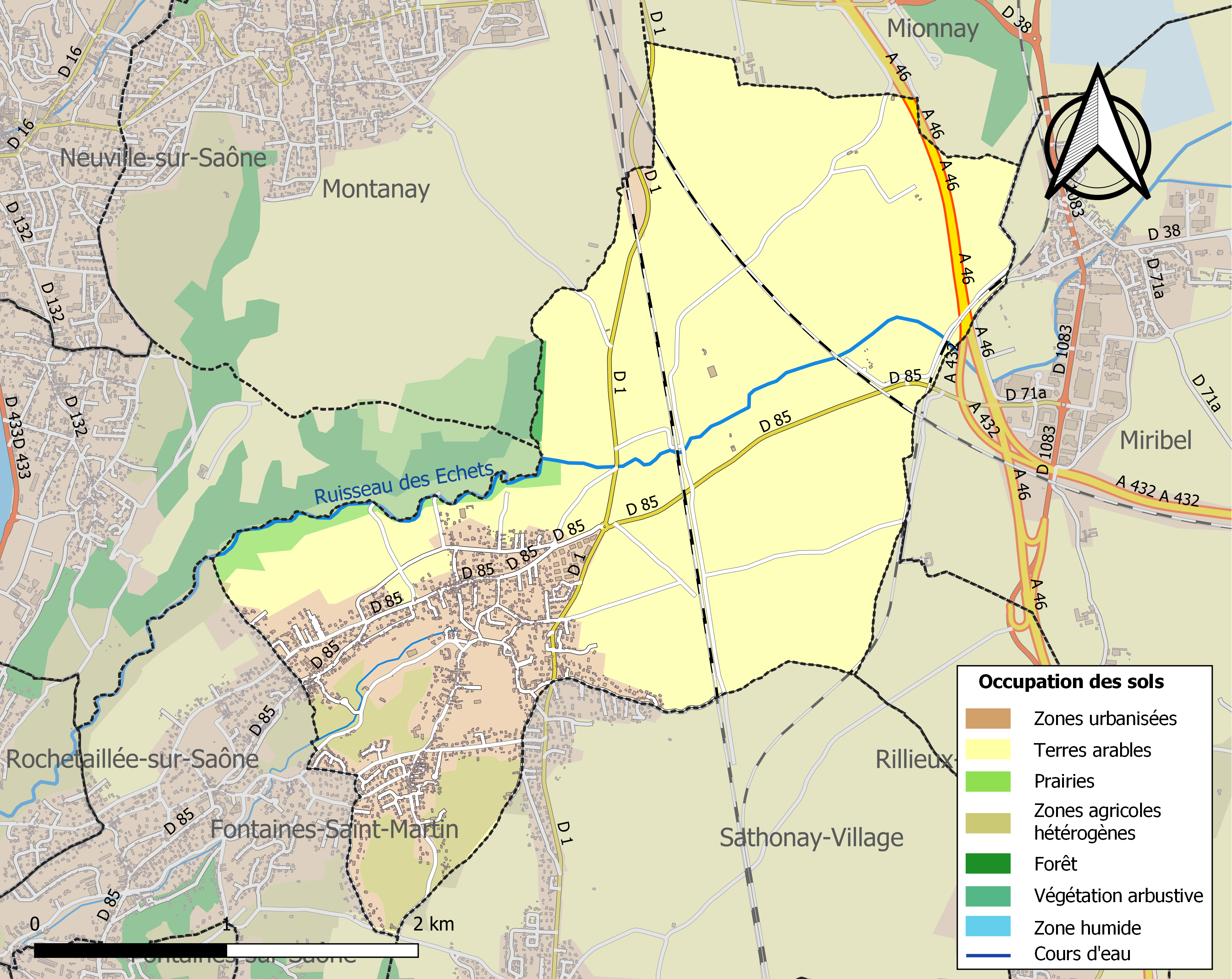
Kaart van de gemeente met de belangrijkste infrastructuur, bodemgebruik en omliggende gemeenten

## Demografie
Onderstaande figuur toont het verloop van het inwonertal (bron: INSEE-tellingen).